# Newtownbutler
Newtownbutler is een plaats in het Noord-Ierse graafschap County Fermanagh. De plaats telt 943 inwoners. Van de bevolking is 8,9% protestant en 90,8% katholiek.